# Суні (муніципалітет)
Суні (італ. Suni, сард. Sune) — муніципалітет в Італії, у регіоні Сардинія,  провінція Ористано.
Суні розташоване на відстані близько 380 км на південний захід від Рима, 130 км на північ від Кальярі, 45 км на північ від Ористано.
Населення — 1134 особи (2014).

## Демографія
Населення за роками:

Станом на 1 січня 2023 року в муніципалітеті офіційно проживали 34 іноземці з 13 країн, серед них 21 громадянин країн Євросоюзу.

## Сусідні муніципалітети
- Боза
- Флуссіо
- Модоло
- Поццомаджоре
- Сагама
- Сіндія
- Тіннура